# IC 780
IC 780 је елиптична галаксија у сазвјежђу Береникина коса која се налази на листи објеката дубоког неба у Индекс каталогу.
Деклинација објекта је + 25° 46' 19" а ректасцензија 12h 19m 58,4s. Привидна величина (магнитуда) објекта IC 780 износи 13,2 а фотографска магнитуда 14,2. IC 780 је још познат и под ознакама UGC 7381, MCG 4-29-64, CGCG 128-77, PGC 39745.